# Кедрозеро (посёлок)
Ке́дрозеро (карел. Tedjärvi) — посёлок, административный центр Кедрозерского сельского поселения Кондопожского района Республики Карелия Российской Федерации.

## Общие сведения
Является железнодорожной станцией на линии Петрозаводск—Мурманск, расположен в 30 км по автодороге к северо-востоку от города Кондопога. В 1 км к востоку от посёлка находится Большая Лижемская губа Онежского озера, в 2 км к северо-западу — озеро Кедрозеро.
Посёлок железнодорожной станции был построен в 1960-е годы для работников объединённых Кедрозерского и Новопоселковского лесопунктов.
Действует школа, детский сад, фельдшерский пункт, лесничество, рыбозавод.

## Население
Численность населения в 1905 году составляла 123 человека.
В 1989 году в посёлке проживало 735 человек.
| 2002 | 2009 | 2010 | 2013 |
| ---- | ---- | ---- | ---- |
| 496  | ↘457 | ↘332 | ↘302 |

## Достопримечательности
На кладбище посёлка похоронен И. Ф. Ларькин (1924—2002) — полный кавалер Ордена Славы, почётный гражданин города Кондопога.

## Улицы
- ул. Гористая
- пер. Гористый
- ул. Железнодорожная
- ул. Клубная
- пер. Лесорубов
- ул. Лесорубов
- ул. Лижемская
- ул. Новая
- ул. Привокзальная
- ул. Центральная
- пер. Центральный
- ул. Чистая
- ул. Школьная